# Hệ thống kế thừa
Trong máy tính, một hệ thống kế thừa (tiếng Anh: legacy system) là một phương pháp cũ, công nghệ, hệ thống máy tính, hoặc chương trình ứng dụng, "của, liên quan đến, hoặc là một hệ thống máy tính trước đó hoặc đã lỗi thời."  Thường thì một thuật ngữ như là "sự kế thừa " thường ngụ ý rằng hệ thống đã lỗi thời hoặc cần thay thế.

## Tổng quan
Hệ thống kế thừa được sử dụng để chỉ các hệ thống máy tính hiện có, để phân biệt chúng với các thiết kế và sự bổ sung hệ thống mới. Kế thừa thường được nhắc đến trong quá trình chuyển đổi, khi di chuyển dữ liệu từ hệ thống cũ để một cơ sở dữ liệu mới.
Trong khi thuật ngữ này có thể chỉ ra rằng một hệ thống đã lỗi thời, thì một hệ thống kế thừa có thể tiếp tục được sử dụng cho một loạt các lý do. Nó chỉ đơn giản là vẫn có thể đáp ứng nhu cầu của người sử dụng hệ thống. Ngoài ra, quyết định giữ lại hệ thống cũ có thể bị ảnh hưởng bởi lý do kinh tế, chẳng hạn như lợi nhuận từ đầu tư mạo hiểm hoặc nhà cung cấp độc quyền, những thách thức từ cách thay đổi quản lý, hoặc một loạt các lý do khác ngoài chức năng. Tính tương thích ngược là một mục tiêu của các nhà phát triển phần mềm  trong công việc của họ.

## Vấn đề đặt ra bởi hệ thống máy tính kế thừa
Những kỹ sư phần mềm coi hệ thống máy tính kế thừa có những vấn đề tiềm tàng vì những lý do sau:
- Nếu phần mềm kế thừa chỉ chạy trên phần cứng lỗi thời, chi phí duy trì hệ thống còn có thể lớn hơn chi phí thế cả phần mềm và phần cứng, trừ khi một số trường hợp cạnh tranh hoặc tương thích ngược cho phép phần mềm chạy trên phần cứng mới.[2]
- Các hệ thống này có thể được khó khăn để duy trì, cải tiến và mở rộng bởi vì sự thiếu hiểu biết chung về hệ thống; các nhân viên là các chuyên gia từng làm việc với nó đã nghỉ hưu hoặc quên những gì họ biết về những hệ thống này. sau khi nó đã trở thành di sản và các nhân viên mới vào không được học về nó từ đầu. Điều này có thể trở nên tồi tệ bởi thiếu hoặc mất các tài liệu.
- Hệ thống cũ có thể có lỗ hổng trong hệ điều hành cũ hoặc trong các ứng dụng do thiếu các bản vá lỗi bảo mật. Cũng có thể cấu tạo sản phẩm gây ra các vấn đề bảo mật. Những vấn đề này có thể đặt các hệ thống cũ có nguy cơ bị tổn hại bởi những kẻ tấn công hoặc nhưng người hiểu biết trong cuộc[3].
- Tích hợp với các hệ thống mới hơn cũng khó khăn vì phần mềm mới có thể sử dụng công nghệ hoàn toàn khác nhau.

## Lý do giữ một hệ thống kế thừa
Một hệ thống kế thừa có thể tiếp tục tác động tới tổ chức do vai trò lịch sử của nó nếu không được sử dụng. Dữ liệu cũ có thể không được chuyển sang định dạng hệ thống mới và có thể tồn tại trong hệ thống mới với việc sử dụng một lối băng qua giản đồ tùy chỉnh, hoặc chỉ có thể tồn tại trong một kho dữ liệu.
Lý do nên giữ lại hệ thống kế thừa:
- Hệ thống hoạt động một cách thỏa đáng, và chủ sở hữu không thấy có lý do gì để thay đổi nó.
- Các chi phí của việc thiết kế lại hoặc thay thế hệ thống là quá cao bởi vì nó quá lớn và phức tạp.
- Đào tạo lại trên một hệ thống mới sẽ tốn kém mất thời gian và tiền bạc, so với những lợi ích đáng mong đợi của việc thay thế nó (có thể bằng không).
- Hệ thống yêu cầu tính khả dụng gần như liên tục, vì thế nó không thể bị gỡ ra, và các chi phí của việc thiết kế một hệ thống mới với một mức độ sẵn sàng tương tự là rất cao. Ví dụ bao gồm các hệ thống để xử lý các tài khoản của khách hàng tại các ngân hàng, hệ thống bảo lưu máy tính, trạm kiểm soát không lưu, phân phối năng lượng (lưới điện), các nhà máy điện hạt nhân, lắp đặt hệ thống phòng vệ quân sự,...
- Cách mà hệ thống hoạt động chưa được hiểu đúng. Tình huống như vậy có thể xảy ra khi các nhà thiết kế của hệ thống đã rời khỏi tổ chức, và hệ thống đã hoặc chưa được đầy đủ tài liệu hoặc tài liệu đã bị mất.
- Người dùng dự kiến rằng hệ thống có thể dễ dàng được thay thế khi điều này trở nên cần thiết.

## Những cải tiến về hệ thống phần mềm kế thừa
Hầu hết sự phát triển thường đi kèm với giao diện mới cho một hệ thống kế thừa. Các kỹ thuật nổi bật nhất là cung cấp một giao diện Web trên một ứng dụng máy chủ dựa trên thiết bị đầu cuối. Điều này có thể làm giảm năng suất nhân viên do thời gian phản hồi chậm hơn và thao tác chuột chậm hơn, tuy nhiên nó thường được xem như 1 "bản nâng cấp", bởi vì giao diện quen thuộc với người dùng phổ thông và dễ dàng để họ sử dụng. John McCormick thảo luận về các chiến lược này có liên quan đến mềm trung gian.
Cải tiến in ấn là một vấn đề bởi vì các hệ thống phần mềm kế thừa thường không hỗ trợ định dạng, hoặc họ sử dụng các giao thức mà không thể sử dụng trong máy tính / máy in Windows hiện đại. Một máy chủ in có thể được sử dụng để ngăn chặn dữ liệu rồi dịch ra đến một mã hiện đại hơn. Rich Text Format (RTF) hoặc tài liệu PostScript có thể được tạo ra trong các ứng dụng kế thừa và sau đó diễn dịch tại một máy tính trước khi được in ra.
Các biện pháp bảo mật sinh trắc học là rất khó thực hiện trên hệ thống di sản. Một giải pháp khả thi là sử dụng một giao thức hoặc máy chủ proxy để làm trung gian giữa người dùng và máy chủ mainframe để thực hiện truy cập an toàn đến các ứng dụng kế thừa.
Một số tổ chức đã thay đổi,chuyển sang phần mềm kinh doanh tự động (Automated Business Process) tạo ra hệ thống hoàn chỉnh. Các hệ thống này có một số lợi ích quan trọng như là: những người dùng được được cách ly khỏi sự thiếu hiệu quả của các hệ thống kế thừa của họ, và những thay đổi có thể được kết hợp một cách nhanh chóng và dễ dàng trong hệ thống kế thừa các tổ chức phần mềm ABP và sử dụng chúng như là các kho dữ liệu.
Mô hình kỹ thuật tiếp cận hai chiều cũng có thể được sử dụng để cải thiện phần mềm kế thừa. Các công cụ và phương pháp mô hình định hướng có thể hỗ trợ cho sự di chuyển của phần mềm kế thừa đến môi trường điện toán đám mây và cho phép hiện đại hóa, với quan niệm về phần mềm như một dịch vụ, khai thác tính tiên tiến của điện toán đám mây trong kinh doanh.

## Cách nhìn khác
Một cách nhìn nhận khác ra đời sau sự kiện "Dot Com" vào năm 1999 - là hệ thống kế thừa chỉ đơn giản là hệ thống máy tính đều đã được cài đặt và làm việc. Nói cách khác, hệ thống kế thừa không hề tệ mà ngược lại. Stroustrup, tác giả của ngôn ngữ C ++ đã chỉ ra vấn đề này một cách ngắn gọn:
" Mã nguồn cũ " thường khác với những đề xuất thay thế khi nó hoạt động thực tế hay mở rộng quy mô
Các nhà phân tích IT ước tính rằng chi phí thay thế hệ thống phần mềm hỗ trợ kinh doanh là khoảng năm lần so với tái sử dụng, và đó là chưa kể những rủi ro liên quan đến việc thay thế cả hệ thống hỗ trợ bán buôn. Khả quan nhất, đó là các doanh nghiệp sẽ không bao giờ phải ghi lại lý luận kinh doanh cốt lõi nhất; khoản nợ phải bằng các khoản tín dụng - c sẽ luôn là như vậy. Phần mềm mới có thể làm tăng nguy cơ lỗi hệ thống và có phát sinh trong vấn đề bảo mật.
Các ngành công nghiệp CNTT đang đáp ứng lại những quan ngại này. "Hiện đại hóa hệ thống kế thừa" và "chuyển hóa hệ thống kế thừa" đề cập đến hành vi tái sử dụng và tái cấu trúc hiện có bằng cách cung cấp các giao diện người dùng mới (thường là giao diện Web), đôi khi thông qua việc sử dụng các kỹ thuật như truy cập dịch vụ đã kích hoạt (ví dụ như thông qua dịch vụ web).  Những kỹ thuật này cho phép các tổ chức biết mã tài sản hiện tại của họ (bằng cách sử dụng công cụ phát hiện), cung cấp cho người dùng và ứng dụng giao diện mới để cải thiện quy trình làm việc, bao gồm chi phí, giảm thiểu rủi ro (gần 100% thời gian hoạt động, an ninh, khả năng mở rộng, vv)
Đánh giá lại các quan điểm về hệ thống kế thừa cũng được nhận xét nhiều hơn,cái mà làm cho hệ thống di sản bền như họ đang có. Kỹ thuật viên được học lại về cấu trúc hệ thống,  giúp các doanh nghiệp tránh ghi lại thông tin, tốn kém và mạo hiểm. Các hệ thống kế thừa phổ biến nhất thường là những cấu trúc nổi tiếng IT, với kế hoạch cẩn thận và phương pháp nghiêm ngặt trong quá trình thực hiện. Thiết kế kém hệ thống này thường không kéo dài, bởi vì độ tin cậy hoặc khả năng sử dụng của nó là rất thấp. Do đó, nhiều tổ chức đang tìm lại những giá trị của hệ thống kế thừa của họ mình và nền tảng hệ thống đó.